# Ferromodelismo

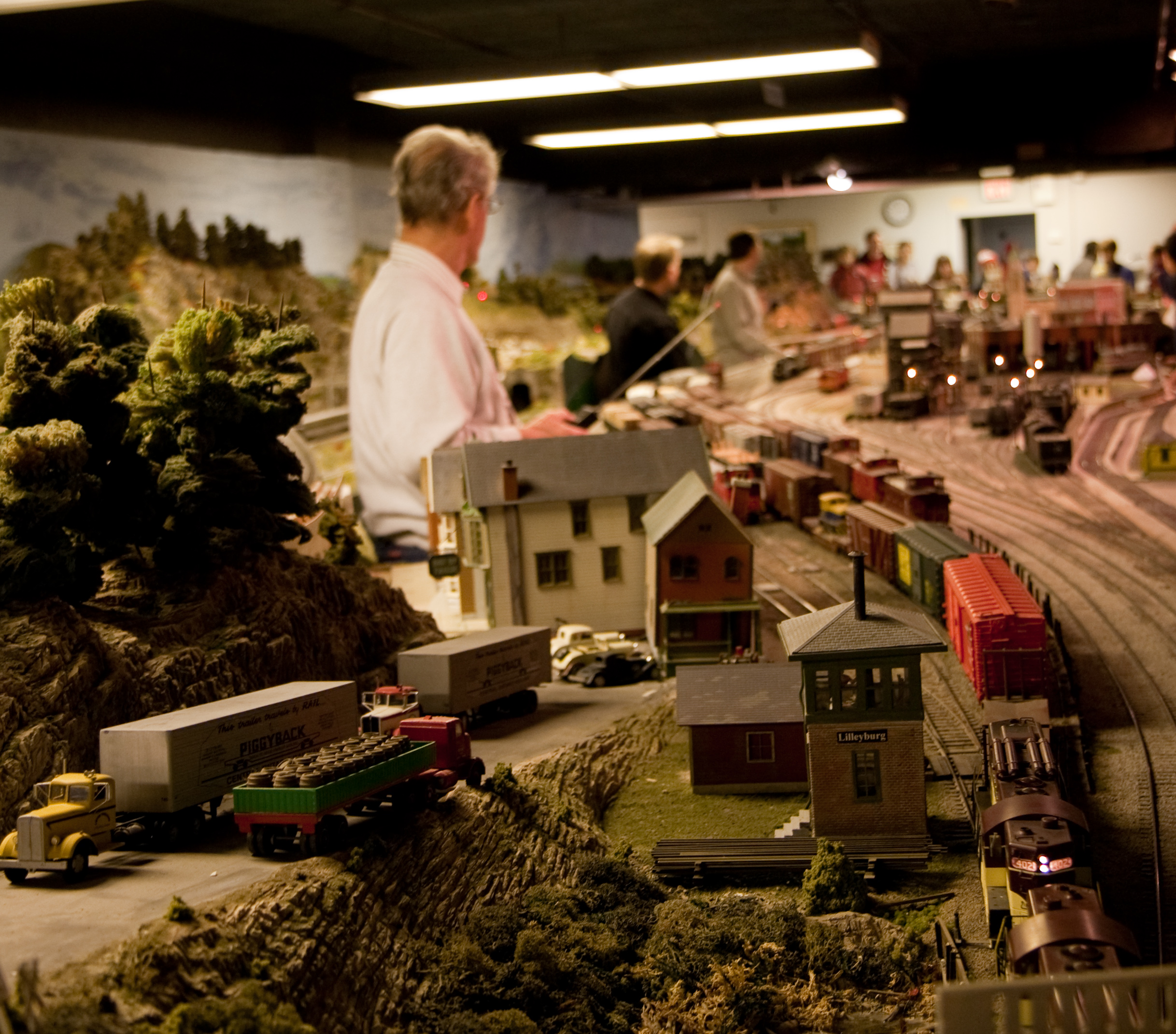
Maquete do Clube de ferromodelismo de Toronto

O ferromodelismo (português brasileiro) ou modelismo ferroviário (português europeu) é um hobby, que consiste na construção de modelos de transporte ferroviário (trens, bondes, automotrizes, cenários etc.), em escala reduzida.

## Histórico

### Primórdios
Os primeiros passos do ferromodelismo são um tanto obscuros. Não se sabe ao certo de onde surgiu a ideia de miniaturizar os trens, mas isso ocorreu quando o mundo adotou massivamente o transporte ferroviário. As primeiras miniaturas de trens das quais se tem notícia, foram fabricadas por artesãos alemães na década de 1830. Essas miniaturas feitas de folha de flandres, material que facilitava a fabricação dos  pequenos trens. Eles no entanto, eram frágeis não tinham partes móveis e eram empurrados sobre trilhos. Logo os franceses criaram sua versão do brinquedo, esta, sendo melhor decorada com pinturas mais sofisticadas, no entanto não corriam em trilhos. Ao invés disso, eram empurrados no chão. Berço da revolução industrial, os fabricantes de brinquedos ingleses encararam a miniaturização de trens de forma mais séria.
Já em 1840, os motores a vapor miniaturizados estavam disponíveis na Inglaterra, permitindo a criação dos primeiros trens em miniatura. A construção de um dos primeiros modelos movidos a vapor é atribuída a Sir Henry Wood. É interessante notar que os artesãos europeus dedicados à fabricação de instrumentos musicais foram os primeiros a se dedicar a fabricação de trens de brinquedo, e logo passaram a utilizar mecanismos de relógios para eliminar os problemas das primeiras versões a vapor. Modelos complexos feitos de bronze foram feitos para crianças de famílias ricas pela Newton & Co. de Londres, no entanto, não eram realistas, nem seguiam uma escala.

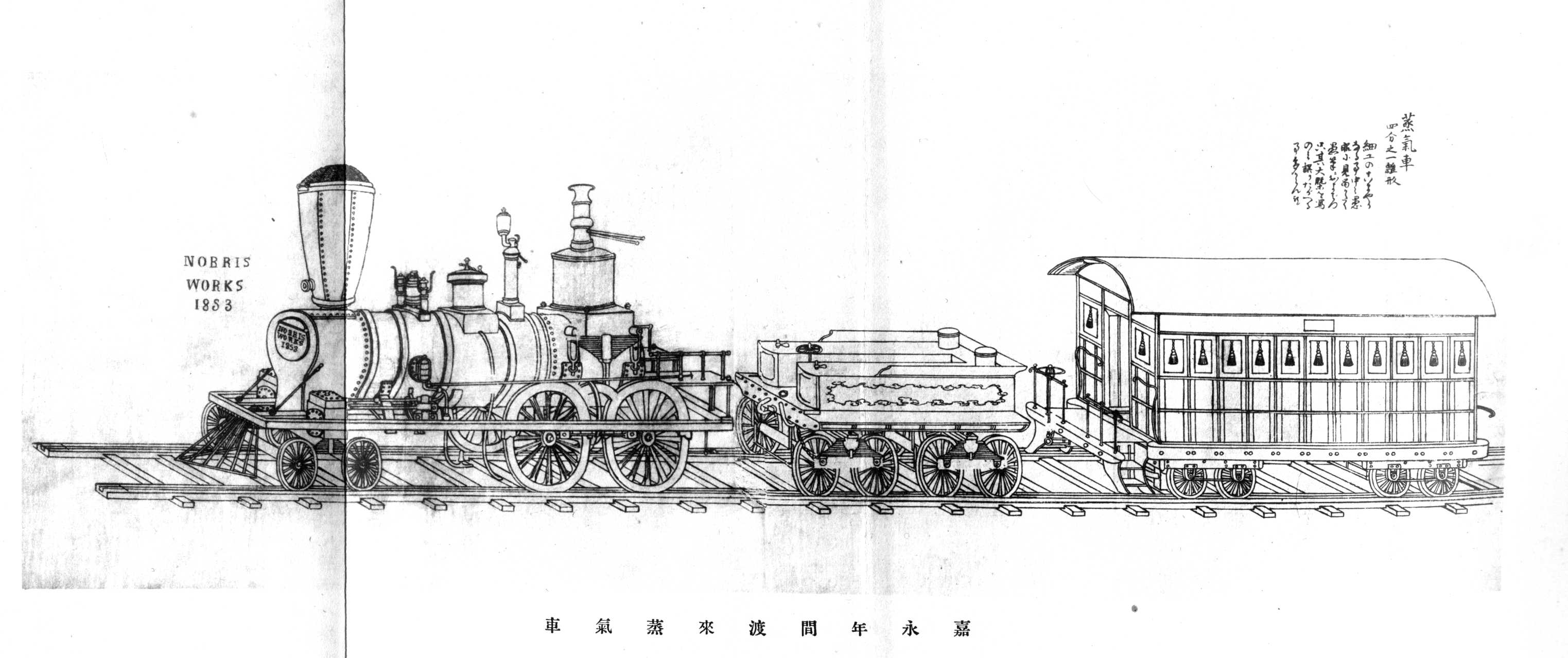
Esboço do primeiro modelo de trem em miniatura japonês, desenhado em 1921.

Em seguida vieram os "trens de brinquedo" que rodavam sobre trilhos; primeiro com sulcos, depois com trilhos reais montados à vontade, e permitiram os primeiros circuitos ovais, equipados com diferentes ramais, cruzamentos e mudanças de via. Naquela época, no entanto, esse modelos de trens eram "brinquedos de luxo", em chapas de metal estampadas, perfuradas e/ou litografadas. Esse tipo de produto fabricado com folha de flandres, foi evoluindo até 1910, e era chamado genericamente de "tin plate" (literalmente "folha de estanho"), e as empresas: JEP, Hornby e Märklin, entre outras, faziam modelos miniaturizados em escalas entre 1:15 e 1:45, sem nenhum padrão estabelecido entre as diferentes marcas. Esse é um período em que esse material que reproduzia trens verdadeiros, é encarado como brinquedos, e não como modelos, não havendo nenhum compromisso com o realismo e os detalhes.
Em 1891, a Märklin apresenta um trem movido à mecanismo de relógio (corda), mas a maioria da produção é de trens de suspensão ou trens de chão. Esses modelos continuaram nos catálogos dos fabricantes até 1930.

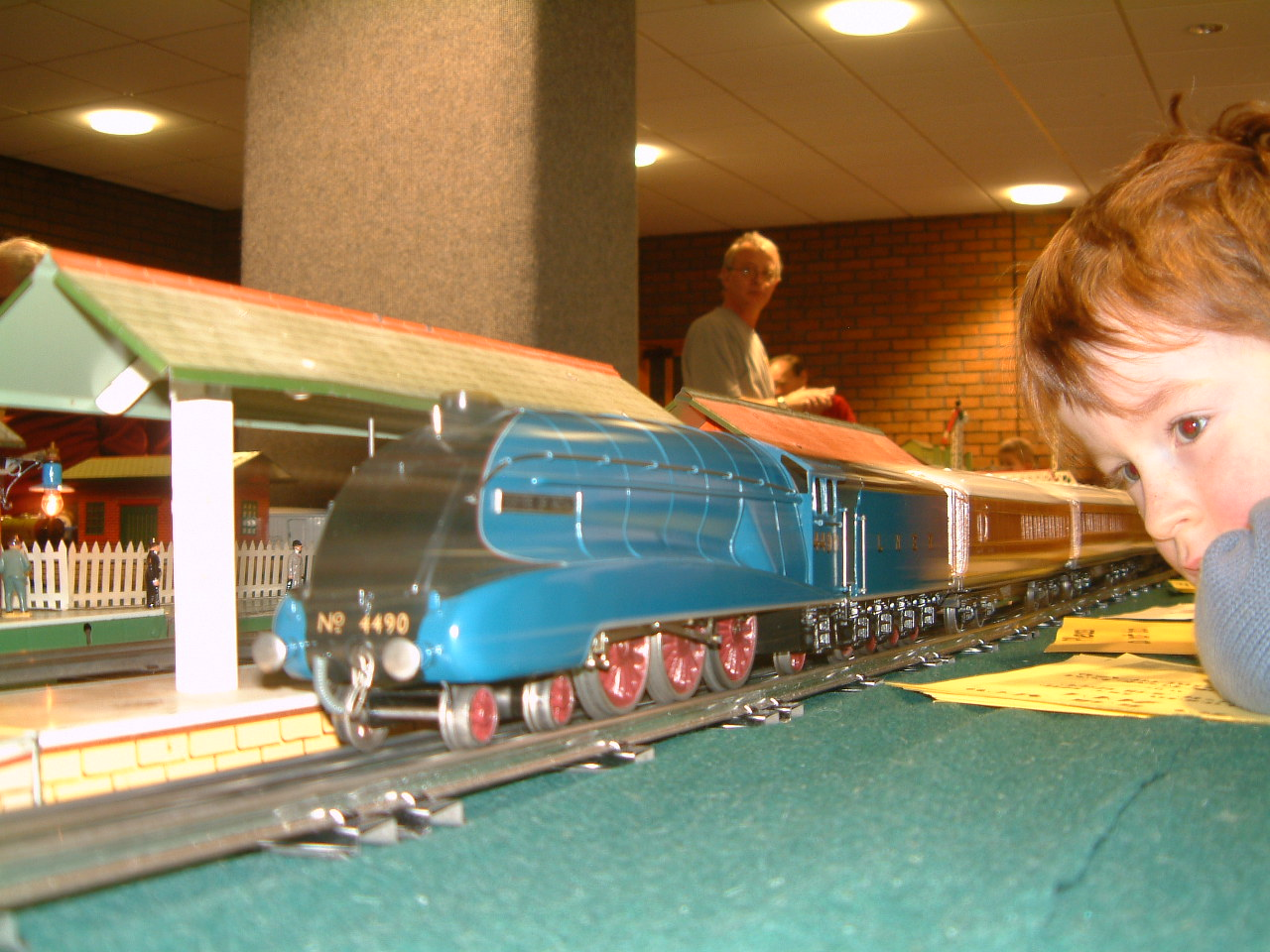
Um trem de brinquedo do tipo "tin plate".

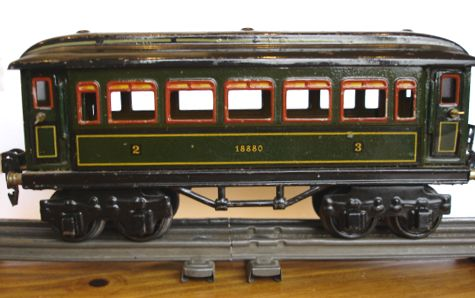
Vagão de brinquedo fabricado pela Märklin.

Os modelos mais populares naquela época, eram "reproduções livres", ou seja, não havia nenhum rigor ou compromisso com a exatidão das reproduções. Por exemplo: a locomotiva Pacific com seus seis eixos, foi, na maioria das vezes reduzida a dois eixos nas reproduções. Modelos de metal mais sofisticados existiam. Eles eram fornecidos por firmas especializadas, como a Bing com sua "Black Prince" de 1902; ou a "locomotiva especial n°2" produzida pela Hornby em 1929; ou por artesãos, como os franceses Fournereau, Gaume e Lequesne por exemplo; os primeiros modelistas ferroviários precisavam construir seus modelos completos a partir do zero. Os primeiros modelos mais fidedignos aos trens da época, eram praticamente artesanais, sendo vendidos a um preço que tornou esse passatempo uma atividade burguesa. No Japão, os amadores e artesãos construíam suas próprias réplicas, bastante fiéis às locomotivas originais, em latão, nas escalas I ou 0. Esses modelos, no entanto, tinham o status de arte eram usados para exibição estática em prateleiras.

### O ferromodelismo moderno
Não demorou para que o público demandasse mais do que apenas as locomotivas. Eles queriam comprar sistemas completos e cada vez mais complexos, com pistas em vários formatos, carros de passageiros, vagões de carga e réplica de estações. Enquanto isso, a Märklin, uma fabricante de brinquedos alemã, que desde 1891 vinha sendo comandada pelos filhos (Eugen e Karl) do seu fundador: Theodor Märklin introduziu a primeira pista dividida em seções em forma de oito. Foi a Märklin que também produziu a primeira miniatura de trem movida à eletricidade da Europa. Durante a Exposição Universal de 1900 de Paris, um fabricante de brinquedos alemão, Stefan Bing, e a firma britânica Bassett-Lowke formaram uma parceria para produzir as réplicas de trens mais autênticas na Europa. As ações de Bing despertaram o interesse público de colecionadores de trens ao distribuir um livro sobre o processo de montagem chamado "The Little Railway Engineer". Com a popularização das pequenas miniaturas na virada do século, muitos fabricantes que se tornaram "lendários" surgiram nos Estados Unidos, como: Ives, Lionel e American Flyer que se tornaram as mais populares do ferromodelismo americano. A Ives, fundada em 1868, tinha um slogan característico: "Ives toys make happy boys" e era bem conhecida pela qualidade das suas réplicas e seu serviço de reposição de peças.

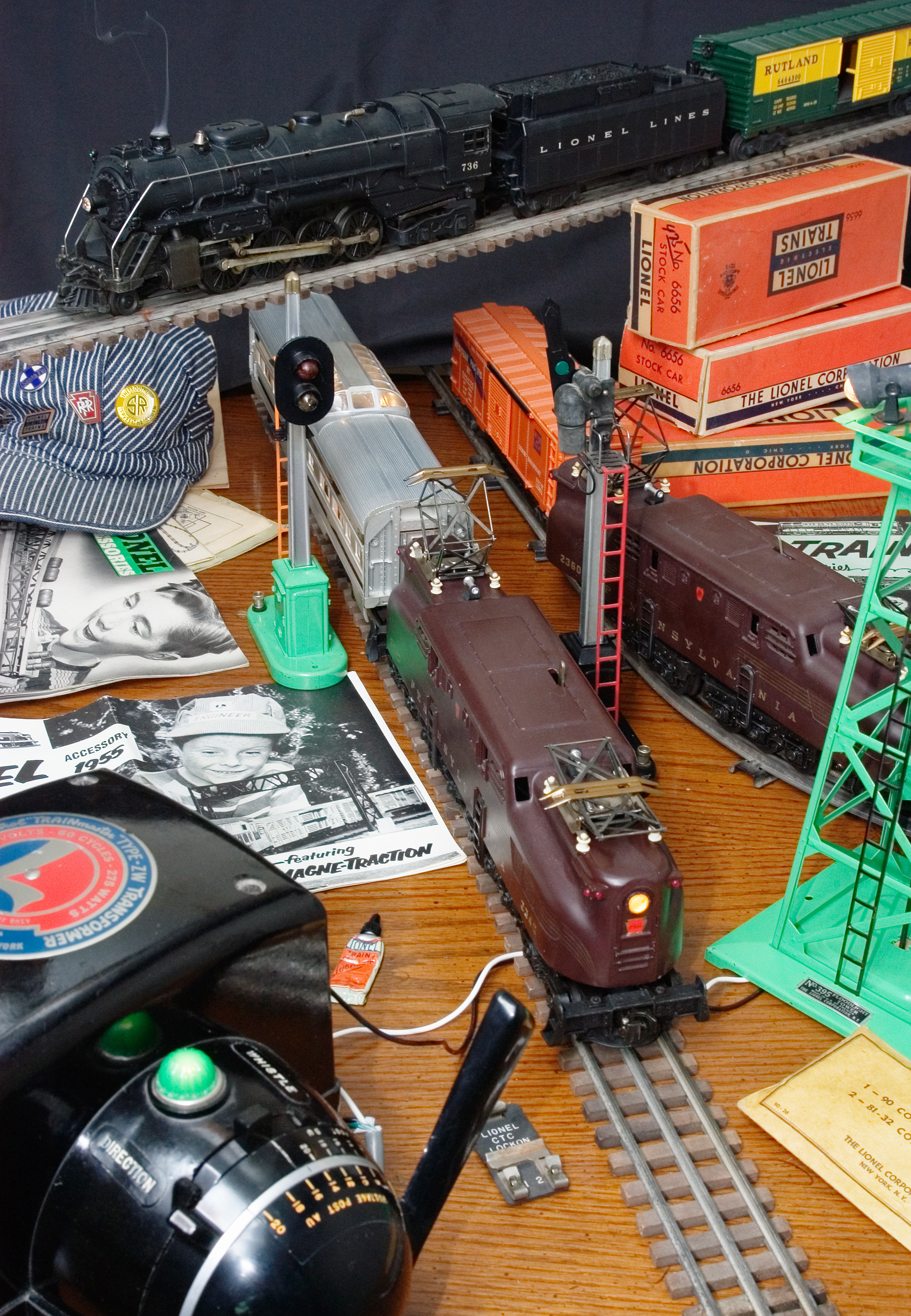
Os produtos da empresa Lionel, contribuíram para a popularização do ferromodelismo depois da guerra.

A Lionel, fundada no início da década de 1900 por Joshua Lionel Cohen, produziu as mais famosas réplicas de todas. A empresa começou fabricando pequenos motores elétricos para as pequenas réplicas, mas logo após a Primeira Guerra Mundial, tornou-se a maior fabricante de réplicas de trens. Uma das razões do sucesso era que os trens da Lionel eram mais realísticos que os de todas as outras, com motores potentes e construção resistente. Eles se tornaram o "padrão de excelência" americano para a construção de réplicas de trens. Além disso, a Lionel pintava seus trens com cores brilhantes e chamativas, que estimulavam compradores e colecionadores de todas as idades. A American Flyer, "explodiu" no mercado de réplicas com trens numa escala maior e mais baratos durante a década de 1920. Os seus trens de passageiros com decoração elaborada foram um grande sucesso. A agressiva Lionel, no entanto, surpreendeu novamente oferecendo modelos ainda mais impressionantes. A American Flyer sucumbiu em 1967. Depois da Segunda Guerra Mundial, as réplicas se tornaram ainda mais detalhistas e funcionais, o que foi muito apreciado por colecionadores. Adultos e crianças hoje em dia, constroem layouts tão realistas e elaborados que os observadores ficam encantados com os pequenos trens em movimento. Eles se reúnem com suas famílias e amigos para restabelecer o amor pela "era dos trens" e pelas memórias de infância.
Já em 1905 surgem os primeiros comandos elétricos, e os primeiros trilhos elétricos em 1930. Uma concorrência foi estabelecida entre o sistema de três trilhos (sendo apenas o central energizado), proposto pela Lionel, e o de dois trilhos ambos energizados e mais realista. Surgem as primeiras revistas especializadas: duas são publicadas no Japão na década de 1930, período em que surgem: a Model Railroader em 1935 nos Estados Unidos e a Loco-Revue em 1938 na França.
Com o passar do tempo, alguns entusiastas, buscaram meios para que as réplicas se tornassem mais realistas e tivessem um melhor acabamento: esses podem ser considerados os primeiros "ferromodelistas". O primeiro clube de ferromodelismo, foi o The Model Railway Club, fundado em Londres em 1910. Esta nova paixão chega à França após a Primeira Guerra Mundial. A primeira associação francesa de ferromodelismo, foi a Association française des amis des chemins de fer (AFAC), criada em 1929, e desde então está localizada no subsolo do terminal "Gare de Paris-Est", em Paris.
Com o passar do tempo, o modelismo em geral e o ferromodelismo em particular deixou de ser encarado como apenas um nicho na linha de produção de fábricas de brinquedos, exigindo dedicação exclusiva dos seus fabricantes. Atualmente, a única empresa que produz artigos de ferromodelismo comercialmente na América do Sul, é a Indústrias Reunidas Frateschi, fundada em 1958, comumente chamada simplesmente de Frateschi, localizada em Ribeirão Preto, São Paulo, Brasil.

## Escalas

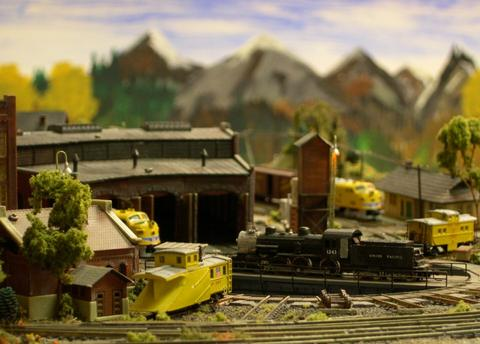
Maquete de ferromodelismo na escala-Z (1:220) exibindo uma locomotiva a vapor "2-6-0 Mogul" e um limpa-neves artesanal (amarelo em primeiro plano).

Dentre as escalas mais comuns utilizadas no século XXI, especialmente no Brasil, é a escala HO, ou seja, a escala cuja proporção é a de 1:87. Outras escalas comuns são a O, N e Z.
| Escala      | Proporção            |
| ----------- | -------------------- |
| T           | 1:450                |
| ZZ          | 1:300                |
| Z           | 1:220                |
| N           | 1:160                |
| 2 mm        | 1:152                |
| TT          | 1:120                |
| 3 mm        | 1:101                |
| HO - 3,5 mm | 1:87                 |
| OO - 4 mm   | 1:76                 |
| S           | 1:64                 |
| O - 7 mm    | 1:43,5 - 1:45 - 1:48 |
| 1 - 10 mm   | 1:32                 |
| 2 - G       | 1:22.5               |